# Homosexualität in Bhutan
Homosexualität in Bhutan ist gesellschaftlich weitgehend tabuisiert, aber seit 2021 nicht mehr illegal.

## Gesellschaftliche Situation

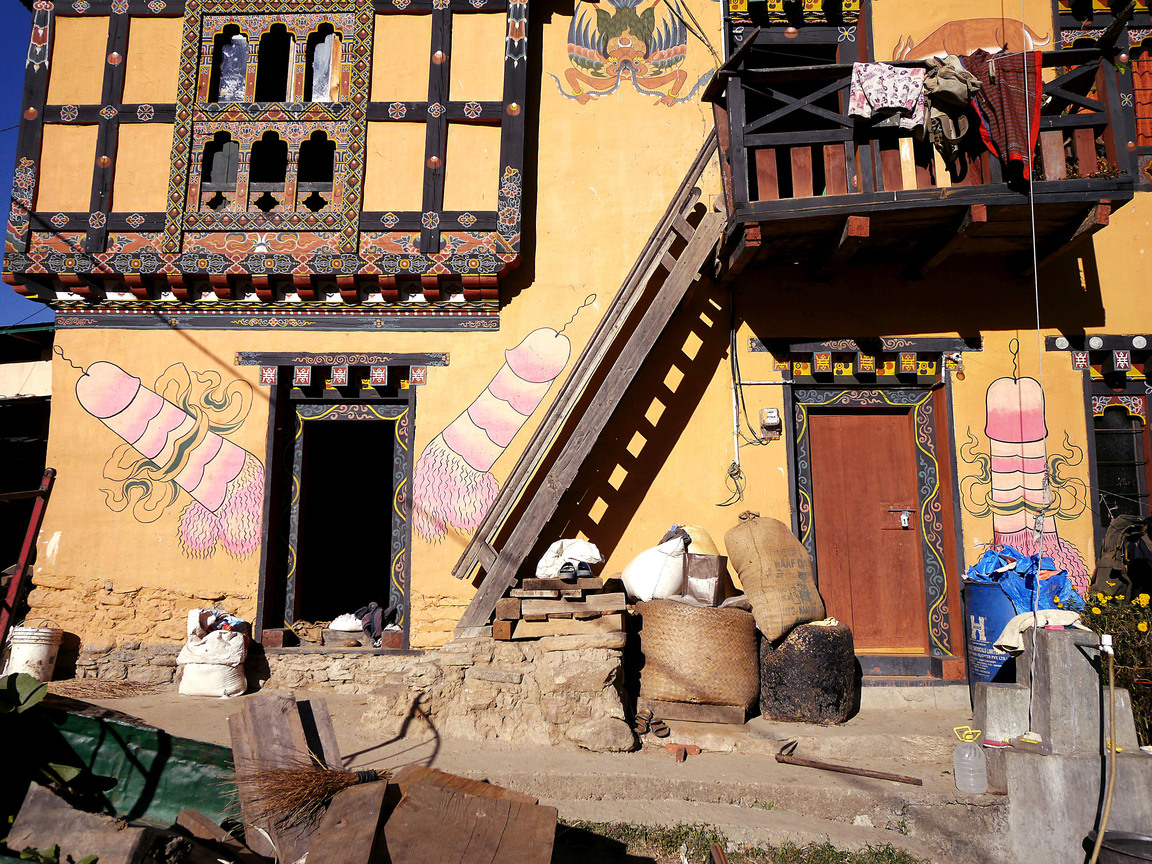
Haus mit Phallussymbolik nahe dem von Drugpa Künleg gegründeten Tempel Chimi Lhakhang

Bhutan ist stark vom Buddhismus und Elementen der älteren Bön-Religion geprägt, welche Homosexualität nicht so explizit verdammen wie etwa die Abrahamitischen Religionen. Darüber hinaus zeigt die Gesellschaft Bhutans (auch im Vergleich mit den ebenfalls buddhistischen Nachbarstaaten) ein recht entspanntes Verhältnis zur Sexualität allgemein. In der Tradition des hochverehrten Drugpa Künleg zieren erigierte männliche Geschlechtsteile die Häuser des Landes. In der Öffentlichkeit körperliche Nähe zu zeigen, sei sie freundschaftlicher oder sexueller Natur, ist üblich und sexuelle Aktivität auch bei unverheirateten Frauen nicht tabuisiert. Grundsätzlich beruhen viele gesellschaftliche Konventionen in Bhutan auf anderen Wertevorstellungen als jenen vorrangig „westlichen“, welche die Debatte über Geschlechterrollen und (Homo-)Sexualität international prägen. So werden Frauen etwa im Erbrecht bevorzugt, und zumindest in der Vergangenheit kamen sowohl Polygynie als auch Polyandrie vor.
Trotz dieser im globalen Vergleich günstigen Situation war Homosexualität in Bhutan bis ins 21. Jahrhundert hinein nicht öffentlich präsent. Der allgemeine gesellschaftliche Druck zu Eheschließung und Familiengründung führte dazu, dass viele Homosexuelle ihre Sexualität verleugneten, sich zumindest als bisexuell bezeichneten und/oder eine Beziehung mit einem/einer Angehörigen des anderen Geschlechts eingingen, um den Schein zu wahren. Bhutan ist ein Staat mit weniger als 800.000 Einwohnern, mit einer eng in sich verzahnten Gesellschaft und starken familiären Strukturen. Die Sorge, einer gesellschaftlichen Erwartungshaltung nicht zu entsprechen, und Furcht vor den Reaktionen des näheren und weiteren Umfelds sind stärkere Gründe für das Verstecken von Homosexualität als etwa Angst vor rechtlichen Folgen oder religiöse Vorstellungen. Insbesondere männliche Jugendliche erleiden negative Reaktionen bis hin zu Gewalt von Seiten Gleichaltriger, wenn sie nicht deren gängigem Bild von Männlichkeit entsprechen. Generell stoßen homosexuelle Frauen auf etwas hörere Akzeptanz als Männer. 2016 gaben in einer Studie, die bhutanische Regierungsbehörden im Rahmen des UNAIDS-Programmes in Auftrag gegenem hatten, 19 % der homo- oder bisexuellen Männer und (bei der Geburt als männlich klassifizierten) Trans-Frauen an, in den letzten 12 Monaten aufgrund ihres Sexualverhaltens oder ihrer sexuellen Identität physische Gewalt erlebt zu haben. 23 % der homo- oder bisexuellen Männer und 42 % der Trans-Frauen gaben an, an Selbstmord gedacht zu haben. Für diesen Teil der Studie konnten allerdings nur 42 Teilnehmer (darunter 12 Trans-Frauen) gefunden werden, deren Mehrheit (26 Personen) in oder nahe der Hauptstadt Thimphu lebte. Aussagen über die Situation in entlegeneren Landesteilen sind daher schwer zu treffen. Als 2019 der Prozess zur gesetzlichen Legalisierung von Homosexualität (siehe unten) begann, waren 136 Personen aus der LGBTIQ-Community Bhutans im Rahmen der Initiative Rainbow Bhutan organisiert. Nur 33 davon waren älter als 30 Jahre.
Mit der zunehmenden Öffnung des Landes auch auf medialer Ebene – Radioprogramme gibt es in Bhutan seit 1973, Fernsehen und Internet seit 1999  – begann das Bewusstsein über die Existenz von Homosexuellen und ihre Probleme zu wachsen. 2008 stellte ein Zeitungsartikel fest, dass die Homosexuellen des Landes sich weitgehend versteckten und es keine Schwulenbewegung nach westlichem Vorbild gebe. Die öffentlichen Reaktionen auf den Artikel waren weitgehend positiv. In den folgenden Jahren vernetzten Homosexuelle sich zunehmend über das Internet, und in privaten ebenso wie in regierungsnahen Medien erschien eine Reihe weitgehend positiver und aufklärender Berichte. 2015 äußerte sich mit Dzongsar Jamyang Khyentse Rinpoche ein hochrangiger Lama positiv zur Homosexualität, indem er für Homosexuelle nicht nur bloße Toleranz, sondern auch Respekt einforderte. Eine Umfrage unter 150 Studenten des Royal Thimphu College ergab jedoch, dass etwa die Hälfte der Befragten Homosexualität für unmoralisch hielt. Ein bedeutender bewusstseinsbildener Schritt war ein halbstündiges Interview mit Passang Dorji, dem führende LGBTIQ-Aktivist des Landes, im staatlichen Fernsehen Bhutan Broadcasting Service. Er erklärte, er sei des Versteckens müde, habe sich erst gegenüber Eltern, Freunden, Kollegen und Arbeitgeber geoutet und danach Anwälte und Parlamentsabgeordnete konsultiert, um sicherzustellen, dass sein öffentlicher Auftritt keine rechtlichen Konsequenzen zur Folge haben würde. Er habe daraufhin ein unterstützendes Schreiben vom Gesundheitsminister erhalten, der ihn gebeten habe, während des Interviews nicht zu lange über HIV zu sprechen, um zu verhindern, dass die Zuschauer eine Verbindung von Homosexualität und AIDS herstellten. Tatsächlich ist die Aids-Rate in Bhutan auch innerhalb von Risikogruppen sehr niedrig. Die Homosexuellen des Landes waren damit innerhalb weniger Jahre von vollkommener Versteckheit in die Mitte des gesellschaftlichen Diskurses gerückt, und ein entsprechender Druck zu der ab 2019 erfolgten Entkriminalisierung von Homosexualität war entstanden. Im Juni 2022 schließlich erregte die Kür der offen in einer lesbischen Beziehung lebende Tashi Choden zur Miss Bhutan internationale Aufmerksamkeit.

## Legalität
Laut Artikel 213 des bhutanischen Strafgesetzbuches konnten Sodomie und jede andere widernatürliche sexuelle Handlung („sodomy or any other sexual conduct that is against the order of nature“) mit Gefängnisstrafen von einem Monat bis hin zu einem Jahr bestraft werden. Wie viele andere Teile der Gesetzgebung Bhutans war auch dieser Artikel aus der Gesetzgebung Indiens übernommen worden, wo er während der britischen Kolonialzeit eingeführt wurde. Das Gesetz wurde in der Praxis nie zur Verfolgung Homosexueller angewendet, dennoch kriminalisierte es Homosexualität. Es gibt Berichte über Privatpersonen, die es zur Erpressung Homosexueller verwendeten, darüber hinaus hinderte das Gesetz Opfer von sexuellem Missbrauch daran, sich an die Behörden zu wenden.
Im September 2013 sagte der Parlamentsabgeordnete Sangay Khandu, dass Bhutans Gesetzgebung auf die geänderte Einstellung gegenüber Homosexuellen reagieren müsse. Im August 2014 sprach sich mit dem Antikorruptionsminister Dasho Neten Zangmo erstmals ein Regierungsmitglied für die Anliegen Homosexueller aus, als er im Zuge eines Vortrags vor Mittelschülern erklärte, dass auch gleichgeschlechtliche Beziehungen normal seien. Ab 7. Juni 2019 schließlich wurde der Artikel 213 im Zuge einer Reform des Strafrechts durch die Gyelyong Tshogdu (die Nationalversammlung des Landes) geändert, die damit einem Vorschlag des Finanzministers Namgay Tshering folgte. Durch einen Zusatz wurde Homosexualität unter Erwachsenen vom Straftatbestand des unnatürlichen Geschlechtsverkehrs ausgenommen, die Änderung wurde am 17. Februar 2021 rechtswirksam. Finanzminister Tshering begründete seinen Vorschlag unter anderem in der Zeitung The Bhutanese mit der Kritik, die internationale Menschenrechtsorganisationen über das Gesetz geäußert hätten.

## Antidiskriminierungsgesetze
In Bhutan wird die sexuelle Orientierung von Menschen bisher rechtlich durch kein allgemeines gesetzliches Verbot von Diskriminierung geschützt.

## Anerkennung gleichgeschlechtlicher Paare
Gleichgeschlechtliche Paare werden weder im Wege der Eingetragenen Partnerschaft noch im Rahmen einer Gleichgeschlechtlichen Ehe anerkannt.